# Municipio de Ryan (Pensilvania)
El municipio de Ryan (en inglés: Ryan Township) es un municipio ubicado en el condado de Schuylkill en el estado estadounidense de Pensilvania. En el año 2000 tenía una población de 1.451 habitantes y una densidad poblacional de 31 personas por km².

## Geografía
El municipio de Ryan se encuentra ubicado en las coordenadas 40°47′00″N 76°07′59″O / 40.78333, -76.13306.

## Demografía
Según la Oficina del Censo en 2000 los ingresos medios por hogar en la localidad eran de $43,456 y los ingresos medios por familia eran $48,947. Los hombres tenían unos ingresos medios de $35,938 frente a los $24,250 para las mujeres. La renta per cápita para la localidad era de $20,403. Alrededor del 7,9% de la población estaban por debajo del umbral de pobreza.